# Fußball in Leipzig
Der Fußball in Leipzig spielt bei der Entwicklung des Fußballsports in Deutschland eine exponierte Rolle. In Leipzig wurde am 28. Januar 1900 der Deutsche Fußball-Bund gegründet, von hier kam mit dem VfB Leipzig in der Saison 1902/03 der erste deutsche Fußballmeister und im hiesigen Stadtteil Gohlis wurde 1922 mit dem Wacker-Stadion am Tauchaer Weg (später das Stadion des Friedens) das erste Großstadion Deutschlands errichtet, das mehr als 40.000 Besuchern Platz bot. Später war das 1956 eingeweihte und von den VfB-Nachfolgevereinen als Heimspielstätte genutzte Zentralstadion das größte Stadion, das es bisher überhaupt in Deutschland gab, bis es zu Beginn des neuen Jahrtausends auf 44.345 Plätze umgebaut und wieder verkleinert wurde. Zum Leipziger Stadtderby zwischen SC Rotation Leipzig und SC Lokomotive Leipzig (1:2) kamen am 9. September 1956 einhunderttausend Zuschauer; das ist ein bis heute bestehender Zuschauerrekord für Fußball-Punktspiele in Deutschland. Das Aufeinandertreffen zwischen dem 1. FC Lokomotive Leipzig und der BSG Chemie Leipzig stellt mit 103 Begegnungen zudem eines der am häufigsten ausgetragenen Fußballderbys in Deutschland dar.
Seit der Saison 2016/17 spielt RB Leipzig in der Bundesliga und erreichte überraschend den 2. Platz hinter dem FC Bayern München und damit die direkte Qualifikation zur UEFA Champions League.

## Anfang
An der Petrischule Leipzig wurde bereits 1883 unter der Leitung des Turnlehrers Wortmann Fußball gespielt. Am 3. Juni 1888 spielten Turner der „Vereinigten Riegen“ zum ersten Mal auf den Bauernwiesen Schlagball und Fußball. Durch die gleichzeitige Gründung der „Spielvereinigung des Allgemeinen Turnvereins“ fand die Geburtsstunde der ersten organisierten Fußballmannschaft in Leipzig statt. 22 Vereinsmitglieder des Allgemeinen Turnvereins zu Leipzig 1845 spielten beim 7. Deutschen Turnfest in München am 26. Juli 1889 Fußball gegen Turner vom Londoner „Orion“-Klub. Im September 1892 wurde die vom Verein Sportplatz „auf einem weitläufigen Gelände an der Peripherie der Stadt eine in ganz Deutschland einzigartige Anlage“ eröffnet, auf der später viele Leipziger Vereine ihre ersten Spiele austrugen. Der erste Leipziger Fußballverein wurde am 1. Februar 1893 von Lehrlingen und jungen Gehilfen einer Mechanischen Werkstatt im Stadtteil Gohlis gegründet und erhielt den Namen Lipsia. Bereits wenige Wochen später entstand mit dem Leipziger Ballspiel-Club im Stadtteil Lindenau ein weiterer Verein, bevor im Herbst desselben Jahres ein Vorgängerverein des späteren VfB Leipzig ins Leben gerufen wurde. Im Herbst 1894 trat mit dem Berliner Tor- und Fußball-Club Germania der erste auswärtige Verein in Leipzig zu einem Spiel gegen Lipsia an. Der FC Wacker wurde am 24. Februar 1895 aus einer Fusion von Concordia Leipzig und Saxonia Leipzig gegründet, am 13. Mai 1896 folgte der maßgeblich von Theodor Schöffler geschaffene VfB Leipzig. Für einen geordneten und regelmäßigen Spielverkehr unter den Vereinen brachte die Gründung des Verbandes Leipziger Ballspielvereine im August 1897 einen wesentlichen Fortschritt und am 14. November 1897 fand in Prag das erste Städtespiel statt. Bei diesem Spiel ereignete sich für den FC Wacker Leipzig ein Unglücksfall, an dessen Folgen als wahrscheinlich erster deutscher Fußballer Johannes Skockan am 15. November 1897 in Prag starb.
Der Leipziger BC – er hatte auch 1898 die erste Stadtmeisterschaft gewonnen – gewann in den letzten Jahren des 19. Jahrhunderts dreimal in Folge die Leipziger Stadtmeisterschaft, bevor der FC Wacker um die Jahrhundertwende die mitteldeutsche Meisterschaft gewann.

## Die frühe Dominanz des VfB Leipzig

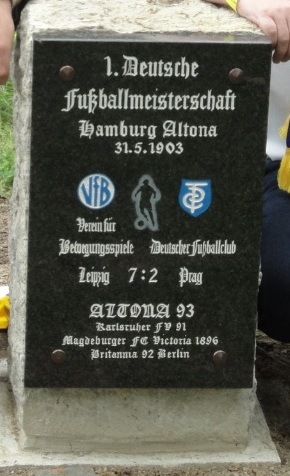
Gedenkstein an das erste Finale um die deutsche Fußballmeisterschaft 1903

In den ersten Jahren des neuen Jahrhunderts entwickelte sich der VfB nicht nur zum stärksten Team Leipzigs, sondern auch zur stärksten Mannschaft Deutschlands, die zwischen 1903 und 1906 dreimal die Finalspiele um die deutsche Fußballmeisterschaft erreichte. Zweimal gewann der VfB die Meisterschaft (1903 und 1906), während die Meisterschaft des Jahres 1904 vorzeitig abgebrochen und im Nachhinein annulliert wurde, so dass das Finale des VfB gegen Britannia Berlin nicht mehr stattfand. Im folgenden Jahr trat der VfB aus Kostengründen nicht im Viertelfinale der deutschen Meisterschaft von 1905 gegen Eintracht Braunschweig an und 1907 scheiterte der VfB im Halbfinale gegen den späteren Meister Freiburger FC. Nachdem der FC Wacker die Endrunde um die deutsche Fußballmeisterschaft 1908 erreichte, im Halbfinale gegen den späteren Meister Viktoria Berlin scheiterte und sich im Jahr 1909 kein Leipziger Verein für die Endrunde qualifizieren konnte, dominierte der VfB unmittelbar vor Ausbruch des Ersten Weltkriegs wieder den Leipziger Fußball und spielte auch deutschlandweit wieder eine entscheidende Rolle. Zwischen 1910 und 1914 nahm der VfB insgesamt viermal an der Endrunde um die deutsche Fußballmeisterschaft teil und qualifizierte sich dreimal für das Finale: während er 1911 der Berliner Viktoria und 1914 der SpVgg Fürth unterlag, gewann er 1913 zum dritten Mal den Titel, so dass der VfB Leipzig vor Ausbruch des Ersten Weltkriegs und der damit verbundenen Zwangspause bis 1918/19 deutscher Rekordmeister vor Viktoria Berlin mit zwei Titeln (1908 und 1911) war.

## Der schleichende Niedergang

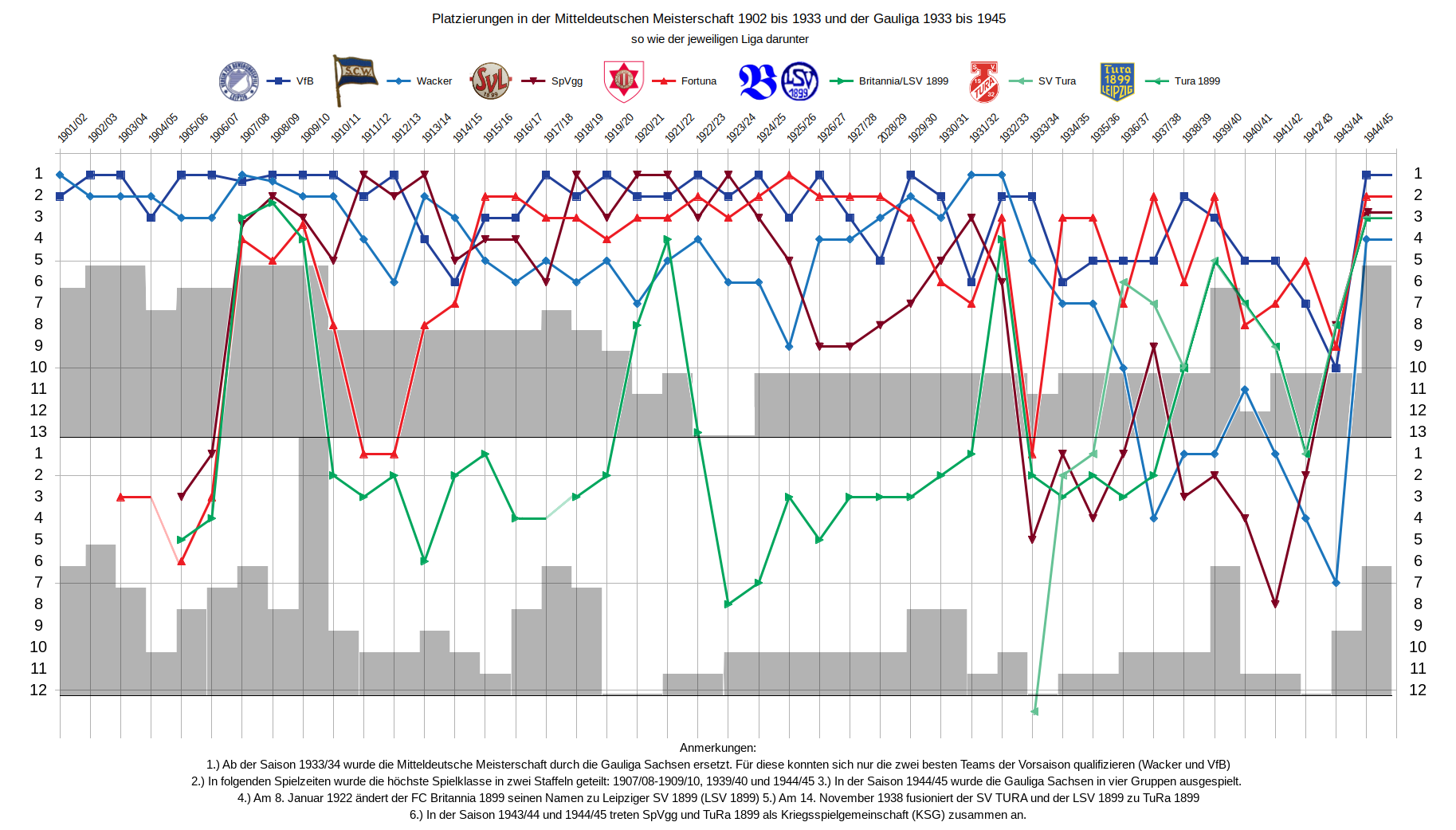
Diagramm mit Platzierungen der wichtigsten Leipziger Clubs in der Mitteldeutschen Meisterschaft und der Gauliga Sachsen zwischen 1901 und 1945

Zwischen 1920 und 1931 konnte sich der VfB weitere vier Teilnahmen an der Endrunde um die deutsche Fußballmeisterschaft sichern, scheiterte aber dreimal bereits in der Vorrunde und einmal im Viertelfinale (1927 gegen den SV 1860 München). Im selben Zeitraum gelangen der SpVgg Leipzig drei Endrundenteilnahmen, wobei 1924 sogar der Vorstoß bis ins Halbfinale gelang, wo sie 0:1 gegen den Hamburger SV unterlag. Je einmal qualifizierten sich in diesem Zeitraum Fortuna Leipzig (1926) und der FC Wacker (1929) für die Endrunde. In den analog stattfindenden Meisterschaften des Arbeiter-Turn- und Sportbundes gewann der VfL Leipzig Stötteritz zwischen 1921 und 1923 dreimal in Folge die ATSB-Bundesmeisterschaft. Danach war die große Zeit der Leipziger Fußballvereine erst einmal vorbei, denn ab 1932 gelang keine einzige Endrundenteilnahme mehr. Einziger Lichtblick in den 1930er Jahren war der Pokalsieg des VfB bei dessen zweiter Austragung 1936. Als mit dem 10. September 1933 der Spielbetrieb der 16 Sportgaue aufgenommen wurde, nahmen der VfB und SC Wacker an der Debütrunde der Gauliga Sachsen 1933/34 teil. Der VfB wurde punktgleich mit dem Meister Dresdner SC – beide Klubs führten die Tabelle mit je 34:6 Punkten an und der VfB hatte beide Spiele in der Verbandsrunde gewonnen (2:0/2:1) – Vizemeister und der SC Wacker belegte den fünften Rang. Die Blau-Weißen des VfB gehörten bis zur letzten Saison 1943/44 der Gauliga Sachsen an. Der SV Fortuna fehlte nur im Gründungsjahr und mit dem SC Wacker, TuRa sowie SpVgg Leipzig-Lindenau gehörten noch weitere Vereine aus Leipzig der damals höchsten Fußballspielklasse an, die aber vom Dresdner SC dominiert wurde.

## Neubeginn in der DDR
Der Leipziger Fußball während der DDR war gekennzeichnet durch die Rivalität zwischen dem alten VfB Leipzig im eher bürgerlich geprägten Osten der Stadt, der fortan unter verschiedenen Namen auftrat und seine erfolgreichste Phase in den 1980er Jahren unter der Bezeichnung 1. FC Lokomotive Leipzig hatte, und der BSG Chemie Leipzig aus dem traditionell durch Industrie geprägten Westen der Stadt. Auch dieser Verein, der seine Wurzeln in dem 1932 gegründeten TuRa Leipzig hat, durchlief verschiedene teilweise von der Politik erzwungene Namenswechsel, war aber allgemein am bekanntesten unter dem Begriff „Chemie“.
Die BSG Chemie hatte den besseren Start im DDR-Fußball. Der Chemie-Vorgängerverein ZSG Industrie Leipzig spielte bereits in der ersten Saison 1949/50 in der ersten Liga und gewann in der darauffolgenden Saison 1950/51 – der ersten Saison, in der die Oberliga auch unter diesem Begriff firmierte – bereits unter der Bezeichnung BSG Chemie die Meisterschaft, während der Stadtrivale unter der Bezeichnung BSG Einheit Ost Leipzig noch bis zur Saison 1952/53 der zweiten Liga angehörte. In der Saison 1953/54 kam es erstmals im Ligabetrieb zum Derby zwischen diesen beiden Vereinen, das Chemie mit 2:1 im Heim- und 5:1 im Auswärtsspiel beide Male zu seinen Gunsten entscheiden konnte. In der Abschlusstabelle belegte Chemie den zweiten und Einheit Ost lediglich den zwölften Rang.
Zu ersten Leipziger Stadtderbys im Punktspielbetrieb war es indes bereits 1951/52 gekommen, als der erst 1950 gegründete Armeesportverein Vorwärts Leipzig einen Startplatz in der ersten Liga erhielt, ohne sich hierfür sportlich qualifizieren zu müssen. Chemie setzte sich in diesen Spielen klar mit 5:2 (Heim) und 3:0 (auswärts) durch und belegte in der Abschlusstabelle den dritten Rang, während Vorwärts nur den 15. Platz (von damals noch 19 Teilnehmern) einnahm. Um den Armeesportverein voranzubringen, wurden noch vor Beginn der kommenden Saison 1952/53 insgesamt acht Spieler der BSG Chemie „abgeworben“: „Damit war der Mannschaft von Chemie der Boden entzogen, denn die besten Spieler waren damit verloren. Mit Versprechungen, Verlockungen und einer Portion Druck hatte man seitens Vorwärts das Ziel erreicht. … (Doch) Vorwärts Leipzig hatte die Verstärkungs-Aktion kein Glück gebracht. Von der Antipathie der Leipziger Fußballfans und erst recht motivierten Gegenspielern getrieben, wurde die Mannschaft zunächst nach Berlin verlegt, um am Saisonende trotz Manipulationsversuchen doch abzusteigen.“
Vor der Saison 1954/55 erfuhren die sportlichen Strukturen in der DDR einschneidende Veränderungen. In dem Bestreben, eine „Konzentrierung der besten Kräfte im Fußball“ zu erreichen, wurden die Erstligavereine Industriezweigen zugeordnet, wobei jeder Industriezweig nur jeweils einen Verein erhielt. Weil aber der Schwerpunkt der Sportvereinigung Chemie sich in Halle befand, wurde Leipzig das entsprechende Namensrecht entzogen. Hier waren die Sportvereinigung Lokomotive, hinter der die Deutsche Reichsbahn stand, und die Druckereibetriebe Rotation zur Übernahme der bzw. zur Bildung neuer Vereine beauftragt. So entstanden der SC Lokomotive Leipzig und der SC Rotation Leipzig, die von 1954/55 bis 1962/63 existierten.
Obwohl Chemie seinen Namen verloren hatte und nicht mehr wie bisher im Stadtteil Leutzsch spielte, sondern in Gohlis (im „Stadion des Friedens“), bestand die neue Lok-Mannschaft fast ausschließlich aus Spielern der ehemaligen Chemie-Mannschaft, so dass ein entsprechender Wiedererkennungswert vorhanden war und das gleiche Publikum angezogen wurde.

## Der „Rest von Leipzig“

Gelebte Rivalität: Wandgemälde am Eingang des Bruno-Plache-Stadions, der Heimspielstätte von Lok. Die Jahreszahl 1964 wurde offensichtlich von Chemie-Fans in Erinnerung an den sensationellen Meistertitel desselben Jahres und zur Provokation des Stadtrivalen angebracht.

Nach neunjähriger Existenz von Lokomotive und Rotation dümpelten beide Vereine weitgehend erfolglos vor sich hin. Diese unbefriedigende Situation rief die Funktionäre auf den Plan. Es wurde beschlossen, dass die beiden Sportvereine zum neuen SC Leipzig zusammenzulegen sind. Als Unterbau und Talentschuppen für den SC sollte unter Beibehaltung des Erstliga-Platzes ein zweiter Verein aufgebaut werden, der in Erinnerung an den DDR-Meister von 1951 die Bezeichnung BSG Chemie erhielt. Wörtlich hieß es diesbezüglich in einer Vorlage des Bezirksvorstandes Leipzig im Deutschen Turn- und Sportbund: „Die Oberligamannschaft der BSG Chemie Leipzig ist leistungsmäßig so aufzubauen, daß sie den Anforderungen der Oberliga gerecht wird.“ Insofern muss die bisherige Annahme, die Funktionäre hätten bewusst den möglichen Abstieg von Chemie in Kauf genommen, revidiert werden. Fakt ist jedenfalls, dass der SC Leipzig die Wunschspieler der beiden bisherigen Leipziger Vereine erhielt und Chemie lediglich „der Rest“ zugeteilt wurde. Doch die Zuteilung der Spieler zu den beiden neuen Vereinen erfolgte keineswegs allein anhand ihrer sportlichen Befähigung. Wer als politisch „nicht auf Linie“ galt oder in den letzten Monaten aufgrund einer Verletzung länger ausfiel oder seine eigentliche Leistung nicht abzurufen vermochte, hatte die „größte Voraussetzung“, dem „Rest von Leipzig“ zugeordnet zu werden. In diesem Zusammenhang äußerte sich der ehemalige Chemie-Spieler Manfred Walter später einmal wie folgt: „Ob die Verantwortlichen tatsächlich die bessere Mannschaft zusammen gestellt hatten, war von Anfang an sehr fraglich. Die meisten Spieler waren doch etwa gleich stark.“ Und der ehemalige Rotation-Kapitän Siegfried Fettke erwies sich als ein guter Prophet, als er seinen ehemaligen Kameraden Bernd Herzog tröstete, der aufgrund seiner Zuteilung zu Chemie zunächst betrübt war: „Sei nicht traurig. Die haben den Fehler gemacht, Leutzsch wiederzubeleben. Du wirst sehen, Ihr habt vom ersten Spiel an die Hütte voll.“
Während die vermeintliche „Startruppe“ des SC Leipzig am Saisonende einen respektablen dritten Platz belegte, wurde der sogenannte „Rest von Leipzig“ sensationell Meister. Von den 26 Begegnungen wurden nur drei verloren. Besonders imposant war die Heimstärke der „Chemiker“: in sämtlichen 13 Spielen blieb man ungeschlagen, neun wurden gewonnen, vier endeten remis. Eine besondere Stärke der Mannschaft lag in der Defensive, die zu Hause nur sieben Gegentore zuließ und achtmal zu Null spielte. Lediglich in einem Heimspiel (beim 3:3 gegen den SC Empor Rostock am 1. April 1964) musste die Mannschaft mehr als ein Gegentor hinnehmen und auch auswärts ließ man nur einmal (1:3 beim SC Motor Jena am 1. März 1964) drei Gegentreffer zu.
Über das „Geheimnis“ dieses unglaublichen Erfolges der „Außenseiter“ ist viel gerätselt worden. Sicher wurde die Mannschaft dadurch begünstigt, dass man „gleich eine gute Stimmung in der Truppe“ hatte (Manfred Walter), um jeden Ball gekämpft wurde, so dass technisch versiertere Gegenspieler sich kaum durchzusetzen konnten (Klaus Lisiewicz) und man „den anderen Teams konditionell meist überlegen“ war. (Bernd Herzog)
Auch Presseberichte aus jenen Tagen verraten die besonderen Stärken und Tugenden der Meistermannschaft: „In jeder Situation, ob erfolgverheißend oder nicht, imponierten die Messestädter mit einem wahren Ausbruch kämpferischer Energie, unerhörten Siegeswillens.“ „Die Abwehrspieler nutzen ihre körperlichen Mittel im Zweikampf konsequent und schonen dabei weder den Gegner noch sich selbst.“ „Chemie spielte seine Gegner nicht aus, sondern zwang sie durch großartigen Kampfgeist in die Knie.“ „Auffällig gut war die körperliche Verfassung, die es den Spielern gestattete, neben dem klugen Spielaufbau in der Abwehr auch gefahrvoll nach vorn zu stoßen.“ So oder ähnlich klangen die über der Chemie-Mannschaft ausgeschütteten Lobeshymnen, denen sich auch der Rostocker Trainer Walter Fritzsch anschloss: „Es stecken viel Elan und Willen in der Elf, und ihr Vordringen bis zur Tabellenspitze war kein Zufall!“
Ganz anders zeichnete eine Aktennotiz vom November 1963 die Situation beim Lokalrivalen SC Leipzig: „Die einzelnen Spiele haben offenbart, daß die vorherige Einschätzung ein Trugschluß war und vor allem die Kollektivbildung noch vollkommen ungenügend ist. Die Spieler kommen zwar mit dem guten Willen auf das Spielfeld zu gewinnen, besitzen aber nicht die individuelle Kollektivkraft, um jeden Ball zu kämpfen und herausgespielte Situationen kompromißlos zu nutzen.“

## Dominanz von Lokomotive Leipzig
Weil später immer wieder Spieler der BSG Chemie zum Stadtrivalen delegiert wurden, der seit der Saison 1965/66 als 1. FC Lokomotive Leipzig firmierte, übernahm dieser allmählich die Vormachtstellung in Leipzig und Chemie entging in den Spielzeiten 1966/67 und insbesondere 1967/68 jeweils nur knapp dem Abstieg. Umso erstaunlicher war es, dass dieser in der Saison 1968/69 ausgerechnet den 1. FC Lok ereilte. Nach dessen unmittelbarem Wiederaufstieg in der Saison 1969/70 übernahm die „Lok“ dann aber endgültig die lokale Vormachtstellung, zumal Chemie in der folgenden Saison 1970/71 erstmals selbst aus der höchsten Spielklasse abstieg und später nur noch sporadisch zurückkehren konnte, die meiste Zeit bis zum Ende der DDR aber in der zweiten Liga verbringen musste.
Der 1. FC Lok gewann insgesamt fünfmal den FDGB-Pokal (1957, 1975/76, 1980/81, 1985/86 und 1986/87), wurde aber nie DDR-Meister. In den Spielzeiten 1966/67, 1985/86 und 1987/88 reichte es immer nur zur Vizemeisterschaft. Der größte Erfolg auf internationaler Ebene war das Erreichen des Finales im Europapokal der Pokalsieger 1986/87, das 0:1 gegen Ajax Amsterdam verloren wurde. Damit ist Lok der einzige DDR-Verein neben dem 1. FC Magdeburg (Sieger im Europapokal der Pokalsieger 1973/74) und Carl Zeiss Jena (Finalist im Europapokal der Pokalsieger 1980/81), der das Finale in einem europäischen Fußballwettbewerb erreichen konnte.

## Nach der deutschen Wiedervereinigung

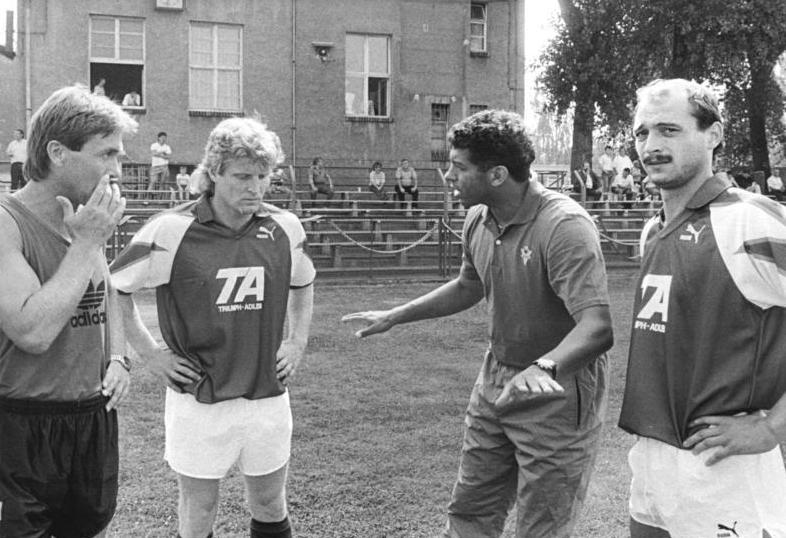
Jimmy Hartwig (2.v.r.) war 1990/91 der erste Trainer des neu gegründeten FC Sachsen Leipzig.

Die Saison 1990/91 war die letzte Oberliga-Saison der alten DDR. Chemie Leipzig verpasste als Zweitplatzierter der vorangegangenen Zweitliga-Saison 1989/90 den Aufstieg hinter dem die Meisterschaft mit zwölf Punkten Vorsprung gewinnenden Chemie Böhlen. Weil Chemie Böhlen zu jener Zeit von finanziellen Problemen geplagt war und Chemie Leipzig gerne den Aufstieg wahrgenommen hätte, um sich eine gute Ausgangsposition für die Ligenzuordnung im wiedervereinten Deutschland (Saison 1991/92) zu schaffen, fusionierten die beiden Fußballmannschaften zum FC Sachsen Leipzig und nahmen unter dieser Bezeichnung ihren Platz in der Erstliga-Saison 1990/91 ein. Trainer Jimmy Hartwig trat mit dem Ziel an, die Mannschaft in die neu strukturierte zweite Bundesliga zu führen.
Am Ende der Saison 1990/91 belegte der 1. FC Lok den siebten und der FC Sachsen den zwölften Rang, wodurch beide Leipziger Kontrahenten – gemeinsam mit den die Plätze acht bis elf belegenden Teams und den beiden Staffelsiegern der zweiten Liga – die Relegationsrunde zum Aufstieg in die zweite Liga erreichten. Hierzu wurden zwei Gruppen gebildet, deren Sieger sich für die kommende Zweitliga-Saison 1991/92 qualifizierten, während die übrigen sechs Mannschaften in der drittklassigen Oberliga Nordost starten mussten. Brisanterweise waren beide Leipziger Mannschaften derselben Gruppe zugeteilt. In dieser setzte sich die „Loksche“ ungeschlagen und ohne Gegentor überzeugend durch, während der FC Sachsen (der zudem beide Derbys mit 0:1 und 0:4 verlor) auf dem letzten Platz landete.
Vor der neuen Saison 1991/92 nahm Lok wieder seinen ursprünglichen Namen VfB an, der an alte glanzvolle Zeiten vor dem Zweiten Weltkrieg erinnern sollte, mit dem sich aber viele Fans nicht identifizieren konnten. Der VfB spielte in den 1990er Jahren über weite Strecken in der zweiten Liga und 1993/94 sogar eine Saison erstklassig, stieg aber umgehend wieder ab. Als der Verein am Ende der Saison 1997/98 gar in die drittklassige Regionalliga Nordost abstieg, ließ sich sein (finanziell bedingter) Niedergang nicht mehr aufhalten. Im Jahr 2000, in dem durch die Regionalliga-Reform der neunte Platz der Saison 1999/00 den Abstieg in die viertklassige Oberliga Nordost-Süd bedeutete, wurde ein erstes Insolvenzverfahren eingeleitet. Da dieses nur inkonsequent durchgeführt wurde und es dem Verein auch nicht gelang, in die dritte Liga zurückzukehren, wuchs der Schuldenberg weiter an. Anfang 2004 wurde ein erneutes Insolvenzverfahren eingeleitet, das diesmal die Abmeldung aus dem Spielbetrieb zur Folge hatte. Die Insolvenz wurde 2019 abgeschlossen.
Der FC Sachsen Leipzig war bis zur Saison 2000/01 in der jeweils drittklassigen Regionalliga vertreten und anschließend bis zu seinem erneuten Abstieg am Ende der Saison 2008/09, in der zudem Insolvenz angemeldet worden war, fast durchweg in der vierten Liga. Sachsen Leipzig wurde am Ende der Saison 2010/11 – die sportlich enttäuschend verlief und in der ein umstrittenes Nachwuchskooperationsabkommen mit RB Leipzig zusätzlich die Anhänger verärgert hatte, was in der Summe zu einem wahren Einbruch der Zuschauerzahlen führte – aufgelöst.

## Neugründungen im Leipziger Fußball
Die bereits 1997 neu gegründete BSG Chemie Leipzig, die zu Beginn der Saison 2008/09 erstmals in den Punktspielbetrieb einstieg und sich in der „wahren Tradition“ der alten Chemie-Mannschaft sieht, übernahm 2011 die Mannschaft und das Spielrecht der ersten Herrenmannschaft des VfK Blau-Weiß Leipzig in der Sachsenliga. Der Verein spielte – zunächst als Unterpächter und seit der Auflösung des FC-Sachsen-Nachfolgers SG Sachsen Leipzig im Jahr 2014 als Hauptpächter – im Alfred-Kunze-Sportpark.
Ein weiterer Leipziger Verein mit überregionaler Medienbeachtung ist Roter Stern Leipzig; ein idealistisch motiviertes kulturpolitisches Sportprojekt, das den klassischen Gegenpol zum rein erfolgsorientierten RB Leipzig darstellt. Der Verein wurde mehrmals für sein Engagement gegen Rechtsextremismus ausgezeichnet. Der Rote Stern stammt aus dem Stadtteil Connewitz. Nach der Gründung 1999 stieg der Verein dreimal sofort auf und spielte ab 2002 in der Stadtliga. 2009 gelang der Aufstieg in die Bezirksklasse, wo Spieler und Fans in Brandis von Neonazis angegriffen und zum Teil schwer verletzt wurden. Nach mehreren Aufstiegen und einem Abstieg spielt der Verein seit der Saison 2015/16 in der Landesklasse Nord.
Bereits Ende 2003 war der 1. FC Lokomotive Leipzig neu gegründet worden. Dieser übernahm die noch bestehenden Strukturen des VfB und baute eine neue Fußballmannschaft auf, die in der Saison 2004/05 einen Neustart in der elftklassigen 3. Kreisklasse Leipzig Staffel 2 vornehmen musste. Die Liga wurde mit 26 Siegen aus 26 Spielen und dem überragenden Torverhältnis von 316:13 überzeugend gewonnen. Am 9. Oktober 2004 stellte der Verein einen Rekord für das Guinness-Buch der Rekorde auf, als 12.421 Zuschauer zum Punktspiel gegen Eintracht Großdeuben II ins Zentralstadion kamen und einen neuen Zuschauerweltrekord bei einem Punktspiel in der niedrigsten nationalen Spielklasse aufstellten. Durch die im Anschluss an die Saison vorgenommene Fusion mit dem siebtklassigen SSV 52 Torgau konnte man deren Platz in der Bezirksklasse Leipzig Staffel 2 einnehmen. Auch die nächsten beiden Spielzeiten gewann die „Loksche“ die Meisterschaft und kam so bereits in der Saison 2007/08 wieder in der fünften Liga an. In der Saison 2012/13 ist die „Lok“ erstmals seit ihrer Neugründung in der viertklassigen Regionalliga Nordost vertreten. In der kommenden Saison 2009/10 der fünfthöchsten Spielklasse kam es erstmals seit 2002/03 wieder zu Punktspielderbys zwischen der wieder gefestigten Lok Leipzig und den finanziell am Abgrund stehenden FC Sachsen Leipzig, die beide torlos endeten.
Längst aber hatte sich ein neuer Rivale gebildet, den die eingefleischten Fans beider Leipziger Traditionsvereine Lok und Sachsen gleichermaßen ablehnten: der erst 2009 gegründete RB Leipzig, der sich den Platz in der Liga durch eine Übernahme des Spielrechts vom SSV Markranstädt (aus dem Landkreis Leipzig) gesichert hatte, stieg am Ende derselben Saison in die viertklassige Regionalliga auf und stellte somit auf Anhieb die derzeit erfolgreichste Leipziger Fußballmannschaft, die aufgrund der ehrgeizigen Pläne des dahinter stehenden Unternehmens Red Bull und dessen finanzieller Möglichkeiten die besten Voraussetzungen hat, den Leipziger Fußball zukünftig zu dominieren. RB Leipzig stieg 2013 in die 3. Fußball-Liga auf und nach nur einer Spielzeit 2014 in die 2. Bundesliga. Ab der Saison 2016/17 spielte RB Leipzig in der 1. Bundesliga und erreichte überraschend den 2. Platz hinter Bayern München und damit die direkte Qualifikation zur Champions League.
Mit Inter Leipzig wurde 2013 ein Verein gegründet, der durch Spielrechtsübernahme des SV See in der Sachsenliga starten konnte und dem bereits in seiner ersten Spielzeit 2015 mit der Vizemeisterschaft der Aufstieg in die Oberliga Nordost, wo er in der Gruppe Süd eingeteilt wurde, gelang.
In der Saison 2019/20 spielen zehn Leipziger Vereine oberhalb der Stadtebene Herren-Fußball:
| Verein                        | Gründung | Liga                 | Spielklasse |
| ----------------------------- | -------- | -------------------- | ----------- |
| RB Leipzig                    | 2009     | Bundesliga           | 1           |
| 1. FC Lokomotive Leipzig      | 2003     | Regionalliga Nordost | 4           |
| BSG Chemie Leipzig            | 1997     | Regionalliga Nordost | 4           |
| Inter Leipzig                 | 2013     | NOFV-Oberliga        | 5           |
| FC Blau-Weiß Leipzig          | 1990     | Sachsenliga          | 6           |
| Roter Stern Leipzig           | 1999     | Landesklasse Sachsen | 7           |
| SV Lipsia 93 Eutritzsch       | 1893     | Landesklasse Sachsen | 7           |
| SG Rotation Leipzig           | 1950     | Landesklasse Sachsen | 7           |
| SG Leipziger Verkehrsbetriebe | 1990     | Landesklasse Sachsen | 7           |
| SV Tapfer Leipzig             | 1906     | Landesklasse Sachsen | 7           |

## Frauen-Fußball in Leipzig
Berichte über Fußballspiele von Leipziger Frauen gibt es in der DDR in den Jahren 1959 und 1960, u. a. ist ein Spiel gegen ein Team aus Dresden dokumentiert.
1968 gründete die BSG Chemie Leipzig ein Frauenteam. 1979 nahmen sie an der DDR-Bestenermittlung im Frauenfußball teil. 1981 und 1982 erreichten sie den dritten Platz in der Bestenermittlung der DDR.
In den Jahren 1994/95 und 1996/97 spielte SV Post Leipzig in der Regionalliga Nordost.
Der VfB Leipzig stieg 2003 in die Regionalliga Nordost auf und erreichte in der Regionalliga Nordost 2003/04 den 5. Platz und qualifizierte sich dadurch für die neu eingeführte 2. Bundesliga Nord. Durch die Insolvenz des VfB Leipzig nahm der neugegründete 1. FC Lokomotive Leipzig, zu welchen die Frauenmannschaft des VfB geschlossen gewechselt ist, wahr. Als Elfter in der Gruppe West stieg man in die Regionalliga ab und stieg im folgenden Jahr als Meister wieder in die zweite Liga auf. Das Team belegte hinter der zweiten Mannschaft des Hamburger SV, welche nicht aufstiegsberechtigte war, den zweiten Platz in der Gruppe Nord und konnte dadurch in die 1. Bundesliga aufsteigen. Nach einer Saison, in welcher sie nur 13 Punkte holten, stiegen sie wieder in die zweite Liga ab. Bis zur Saison 2012/13 spielten als 1. Lokomotive Leipzig in der Staffel Nord der 2. Bundesliga. Wegen der finanziellen Probleme wechselte die Frauenabteilung geschlossen zum neugegründeten Verein FFV Leipzig, der auch das Spielrecht von Lok Leipzig übernahm. Bis 2017 war sie als FFV Leipzig in der Staffel Nord der 2. Bundesliga vertreten. Der FFV betreibt das Leistungszentrum des Sächsischen Fußballbundes.
Der SV Eintracht Leipzig-Süd spielte seit 2012 in der Regionalliga. Dort gewannen sie 2014 die Meisterschaft, aber auf den damit verbundenen Aufstieg in die 2. Bundesliga verzichteten sie. Dadurch stieg der Vizemeister 1. FC Union Berlin in die Bundesliga auf. Nach Beendigung der Saison 2014/15 wechselten die Frauenteams der Eintracht zum FFV Leipzig und die Jugendmannschaften der Eintracht nehmen als Spielvereinigung „SV Eintracht/FFV II“ am Spielbetrieb teil.